# Didak Buntić
Didak Buntić (Paoča, 9. listopada 1871. – Čitluk, 3. veljače 1922.) bio je hrvatski prosvjetni i socijalni djelatnik, hercegovački franjevac, graditelj, prosvjetitelj i političar.

## Životopis
Rođen je 9. listopada 1871. godine u selu Paoča, pored Čitluka u obitelji Mije i Matije (rođ. Stojić). Na krštenju je dobio ime Franjo. Njegov župnik fra Augustin Zubac poslao ga je na daljnje školovanje u Franjevačku gimnaziju na Širokom Brijegu.
U Franjevački je red ušao 1888. godine te uzeo ime Didak. U novicijat je stupio na Humcu 18. veljače 1888. godine. Svečane je zavjete položio u Innsbrucku 22. veljače 1892. te je tamo i zaređen za svećenika 29. srpnja 1894. godine. U Innsbrucku je završio filozofsko-teološki studij. Uz to je završio i studij klasične filologije.
Predavao je na gimnaziji na Široki Brijeg, uz kraći prekid, 25 godina te je bio ravnatelja gimnazije. Od 1919. bio je provincijal hercegovačkih franjevaca.
Uz to je od 1905. do 1910. u Širokom Brijegu vodio izgradnju crkve. Sustavno je djelovao na promicanju gospodarskih i prosvjetnih prilika u Hercegovini. Upućivao je seljake u naprednije voćarstvo i poljodjelstvo, poticao uzgoj i pravedniji otkup duhana, navodnjavanje poljâ i izgradnju puteva. Program gospodarske i kulturne obnove iznio je u Memorandumu koji je 20. studenog 1909. uputio zajedničkom ministru financija Austro-Ugarske S. Buriánu. Zamislio je prosvjetnu akciju u Hercegovini kojom bi iskorijenio nepismenost. Njegovom pobudom i metodom organizirani su od 1910. vrlo uspjeli analfabetski tečajevi u kojima je opismenjeno oko 13.000 odraslih osoba.
U godinama gladi za I. svjetskoga rata osigurao je u Slavoniji i Srijemu prihvat i smještaj za oko 17.000 glađu ugrožene hercegovačke djece, a uz pomoć Izidora Kršnjavoga, Stjepana Srkulja i Vjekoslava Heinzela otvorio u Zagrebu 1919. konvikt za školovanje siromašnih učenika i studenata. Nakon rata, na sjednici Narodnog vijeća SHS (28. listopada 1918.) izabran je za člana Vijeća. Bio je nositelj liste Hrvatske pučke stranke na izborima za Konstituantu. Izabran u Privremeno narodno predstavništvo, posebno je nastojao da ratni invalidi i udovice ostvare svoja prava, a nezaposleni nađu posao. Umro je na Čitlučkom polju dok je s nekim prijateljima tražio mogućnosti za njegovu melioraciju. Povremeno je pisao u listovima Hrvatstvo (1908.), Hrvatska narodna zajednica (1914.), Kršćanska obitelj (1914. – 1918.), Narodna sloboda (1919. – 1922.). Neka njegova pisma, važni dokumenti onodobnoga društveno-političkog i gospodarskog života, objavljena su posmrtno.
Umro je 3. veljače 1922. godine, na čitlučkom polju, obilazeći radove oko isušivanja i navodnjavanja polja. Prvo je pokopan na Čitluku te su 1938. njegove kosti prenesene u širokobriješku crkvu.

## Spomen
- Humanitarna udruga Fra Didak Buntić[3]
- Međunarodna kulturno-znanstveno-duhovna manifestacija „Didakovi dani”
  - prigodom dvadesetog izdanja u listopadu 2023. održana je svečana akademija u HNK-u u Zagrebu na kojoj su sudjelovali i predsjednik Vlade Andrej Plenković te predsjednik Hrvatskoga narodnog sabora BiH Dragan Čović[4]
- Na pjesme i skladbe Šimuna Šite Ćorića u aranžmanu Igora Tatarevića Ivan Leo Leme režirao je dokumentarno-glazbeni pastoral Didak – svjetlost iz Hercegovine, o njegovu životu i djelu.
- Poznat je pod nadimkom »otac sirotinje« i »zaštitnik Hercegovine«.[1]

### Članci
- Karlić, Ivan; Musa, Antonio. 2007. "Primijenjena kristologija" fra Didaka Buntića. Nova prisutnost. Kršćanski akademski krug. Zagreb. 14 (3): 409–427

## Unutarnje poveznice
- Spašavanje gladne hercegovačke djece u Prvom svjetskom ratu

## Vanjske poveznice
Ostali projekti
|  | Zajednički poslužitelj ima još gradiva o temi Didak Buntić |
|  | Wikicitati imaju zbirke citata o temi Didak Buntić         |

Mrežna mjesta
- Fra Didak Buntić – čovjek i djelo
- Humanitarna udruga fra Didak Buntić
- Nedjeljni Jutarnji o fra Didaku Buntiću, 2. 3. 2008.  Arhivirana inačica izvorne stranice od 26. listopada 2013. (Wayback Machine)
- Fra Didak Buntić – Hrvatski i crkveni velikan (1871. – 1922.)
- Vladimir Lončarević: Katolički oblikovatelji kulture. Fra Didak Buntić - učitelj i dobrotvor Hercegovine  Arhivirana inačica izvorne stranice od 3. rujna 2014. (Wayback Machine), Glas Koncila, 25. rujna 2011., str. 25.